# Мюш, Мишель
Мишель Мюш (фр. Michel Muschs, 30 мая 1940, Юкль, Бельгия) — бельгийский хоккеист (хоккей на траве), нападающий.

## Биография
Мишель Мюш родился 30 мая 1940 года в бельгийском городе Юкль.
В 1960 году вошёл в состав сборной Бельгии по хоккею на траве на Олимпийских играх в Риме, занявшей 11-е место. Играл на позиции нападающего, провёл 4 матча, забил 1 мяч в ворота сборной Швейцарии.
В 1964 году вошёл в состав сборной Бельгии по хоккею на траве на Олимпийских играх в Токио, поделившей 11-12-е места. Играл на позиции нападающего, провёл 3 матча, мячей не забивал.